# Грютцнер, Эдуард фон
Эдуард фон Грютцнер (нем. Eduard Theodor Ritter von Grützner; 26 мая 1846 — 2 апреля 1925) — немецкий художник. Более всего известен жанровыми картинами, изображающими жизнь монахов.

## Биография

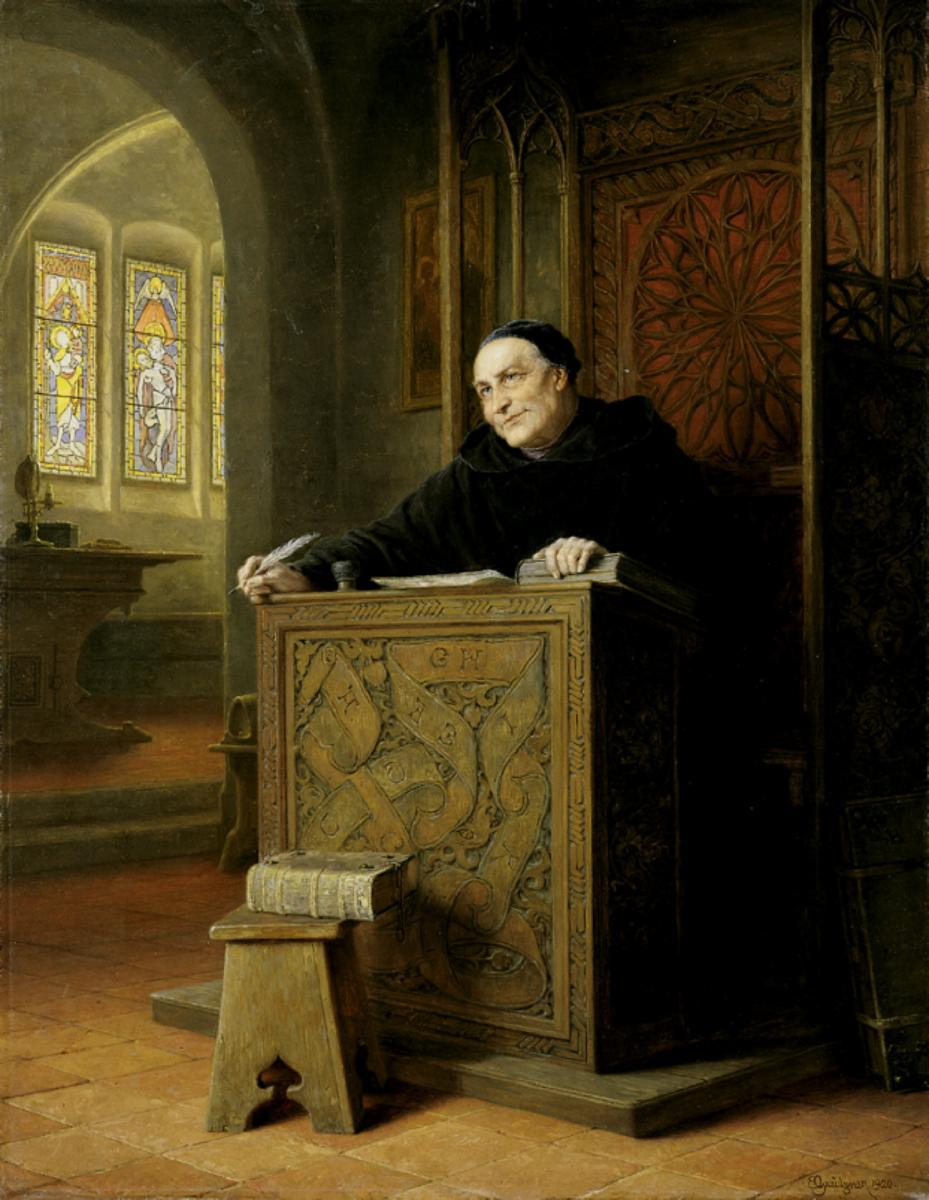
«Святой Отмар Санкт-Галленский». 1920 г.

Родился в селе Грос-Карловице в Силезии (ныне — село Вельке-Карловице в Опольском воеводстве Польши), в многодетной крестьянской семье. Пастор местной церкви Фишер, часто посещавший их семью, заметил склонность ребёнка к рисованию. Впоследствии, работая в соседском графском имении, он рисовал при любой возможности, и управляющий имением часто выдавал мальчику бумагу, на которой тот, помимо многочисленных изображений животных, рисовал портреты местных крестьян. Благодаря пастору Грютцнер посещал гимназию в Нейсе.
В 1864 году с помощью архитектора Гиршберга начал учиться живописи в частной художественной школе Германа Дика в Мюнхене. Проучившись там некоторое время, он перешёл в класс античного искусства Мюнхенской академии искусств, где Иоганн Георг Гилтенспергер и Александер Штрёгубер знакомили студентов со стандартами красоты древности. В 1865 году Грютцнер вступил в класс живописи Германа Аншютца по рекомендации Карла Теодора фон Пилоти, поскольку класс последнего был переполнен и он смог принять к себе Грютцнера только в 1867 году. Три года спустя он окончил академию.
В 1870 году он открыл собственную студию в дачном домике на Швантхалерштрассе, 18 в Мюнхене, начав в скором времени получать большое количество заказов. В 1880 году Эдуард Грютцнер был награждён рыцарским крестом первого класса Ордена Заслуг святого Михаила. В 1886 году принц-регент Баварии Леопольд Баварский удостоил художника звания профессора. Последние годы его жизни не были счастливыми: после того как в 1899 году жена ушла от него к оперному певцу, Грютцнер уединился. Он искал утешение в китайской философии, начал собирать произведения восточноазиатского искусства и изучать японский язык. На некоторых его поздних произведениях отображались восточные мотивы (образ Будды или китайская ваза в композиции). Умер в Мюнхене.
Эдуард фон Грютцер был страстным коллекционером произведений искусства. Сначала в круг его интересов входили произведения немецкой поздней готики и раннего Ренессанса; в последнее десятилетие своей жизни он обратился к произведениям искусства Дальнего Востока.

## Галерея изображений

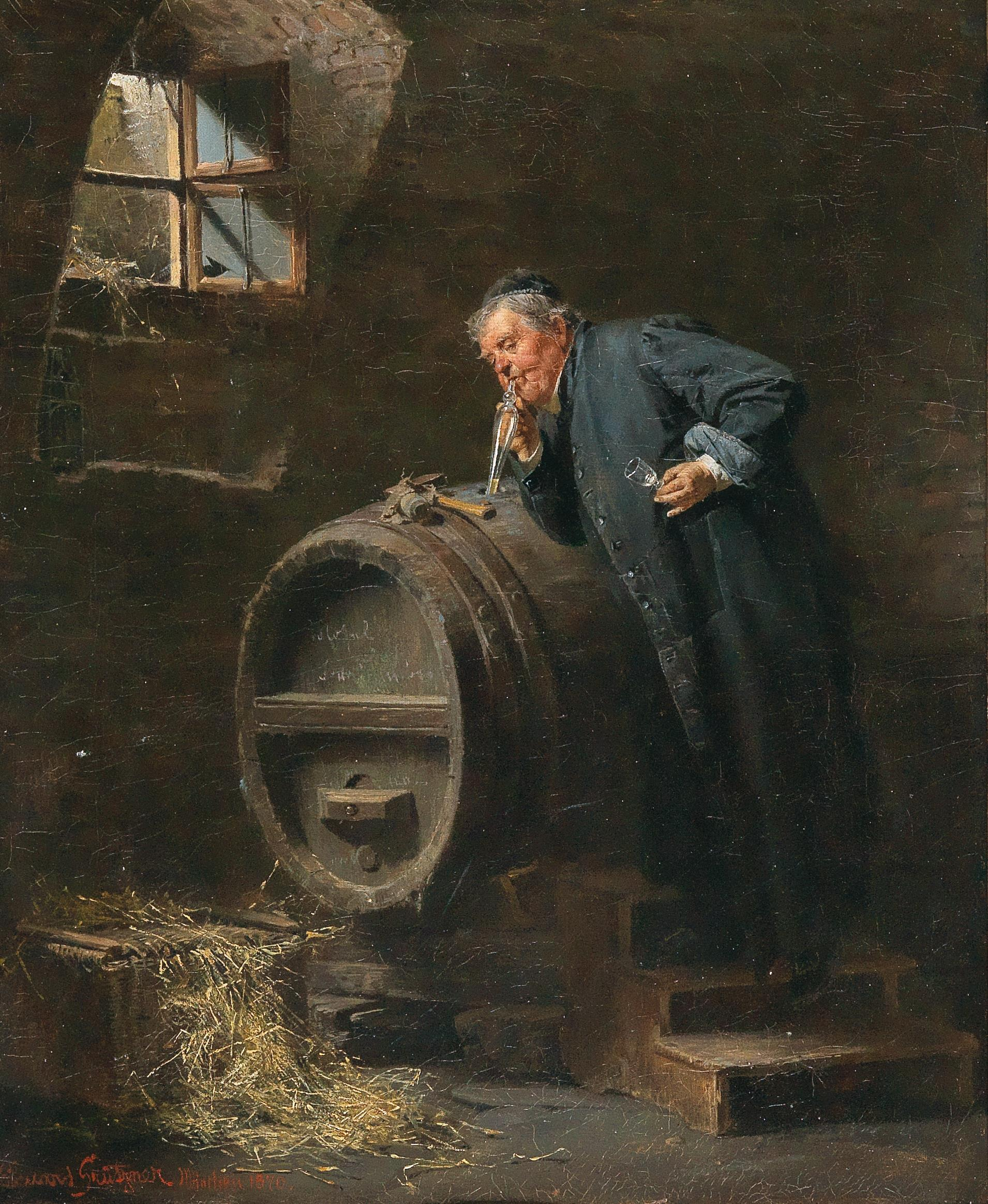
В винном погребе, 1870 г.
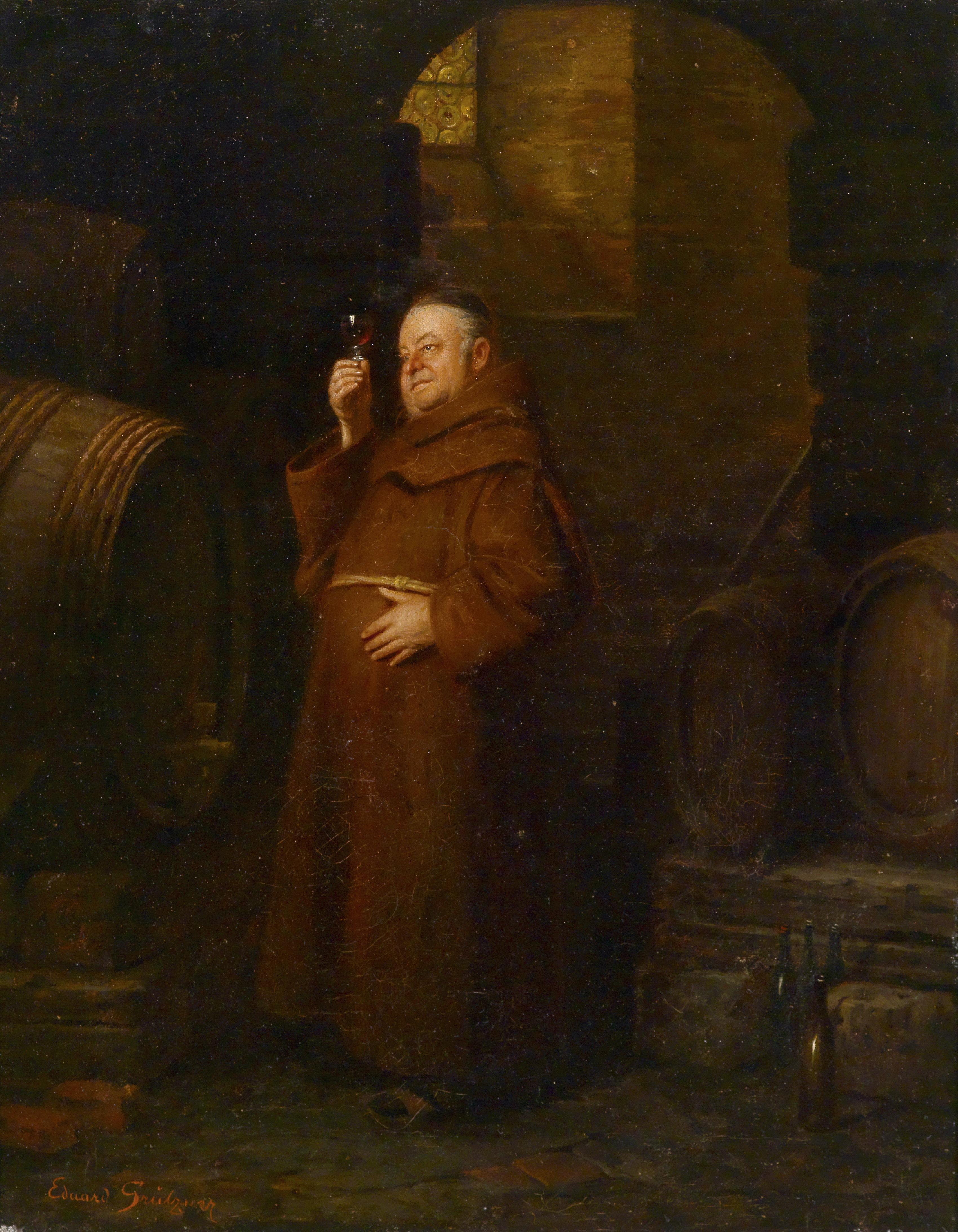
Дегустатор-бенедиктинец, около 1880 г.
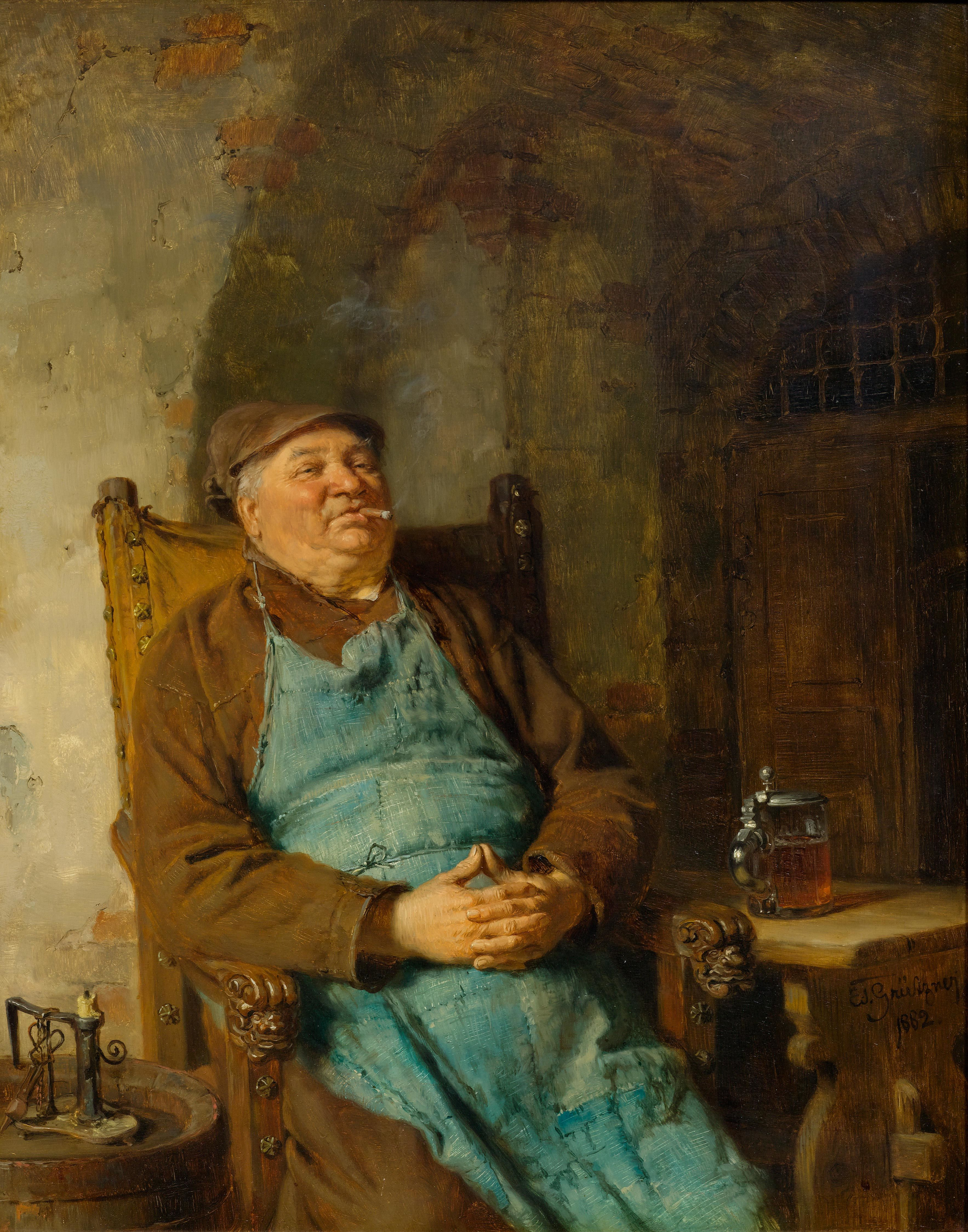
Курящий пивовар, 1882 г.
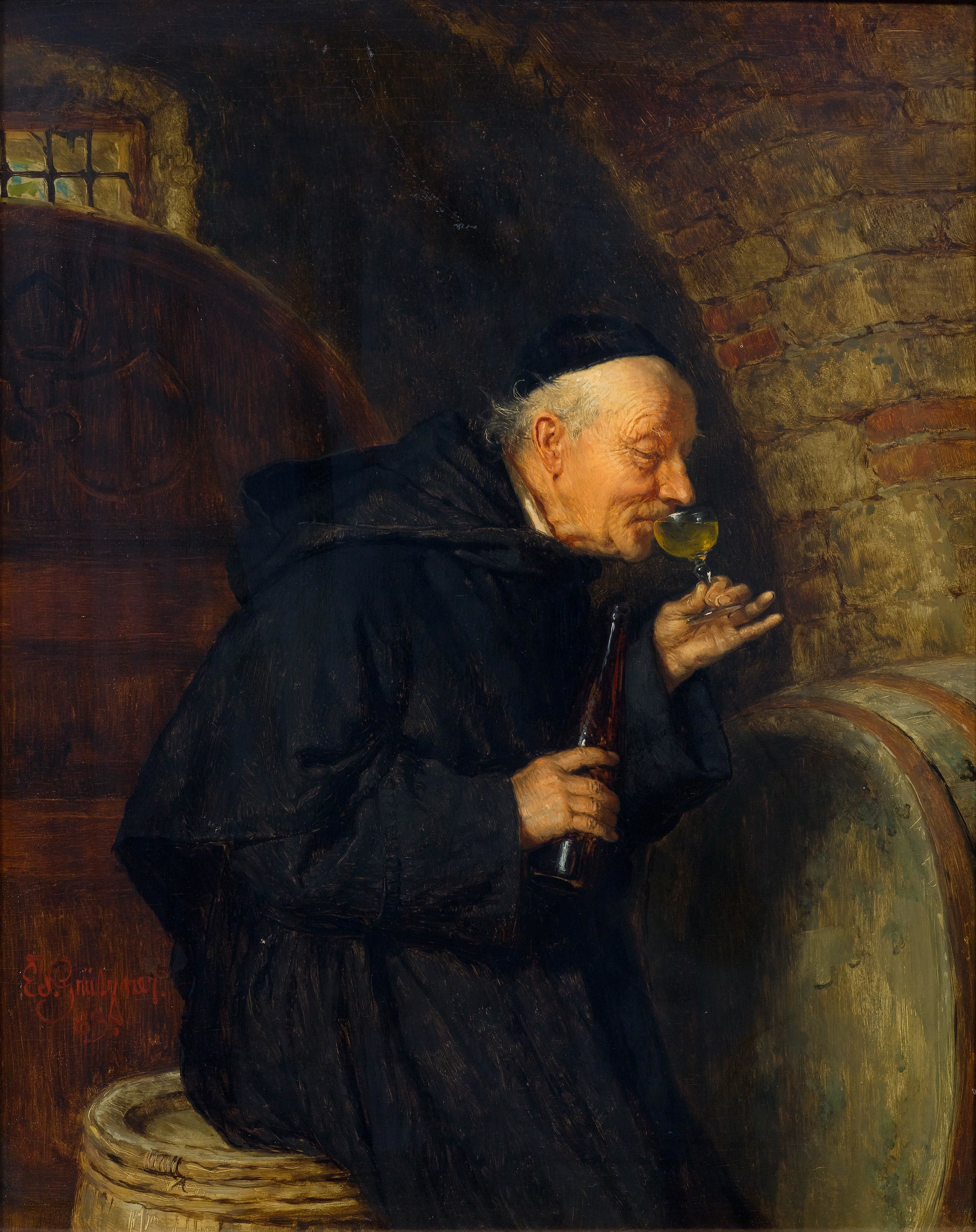
Первый глоток, 1883 г.
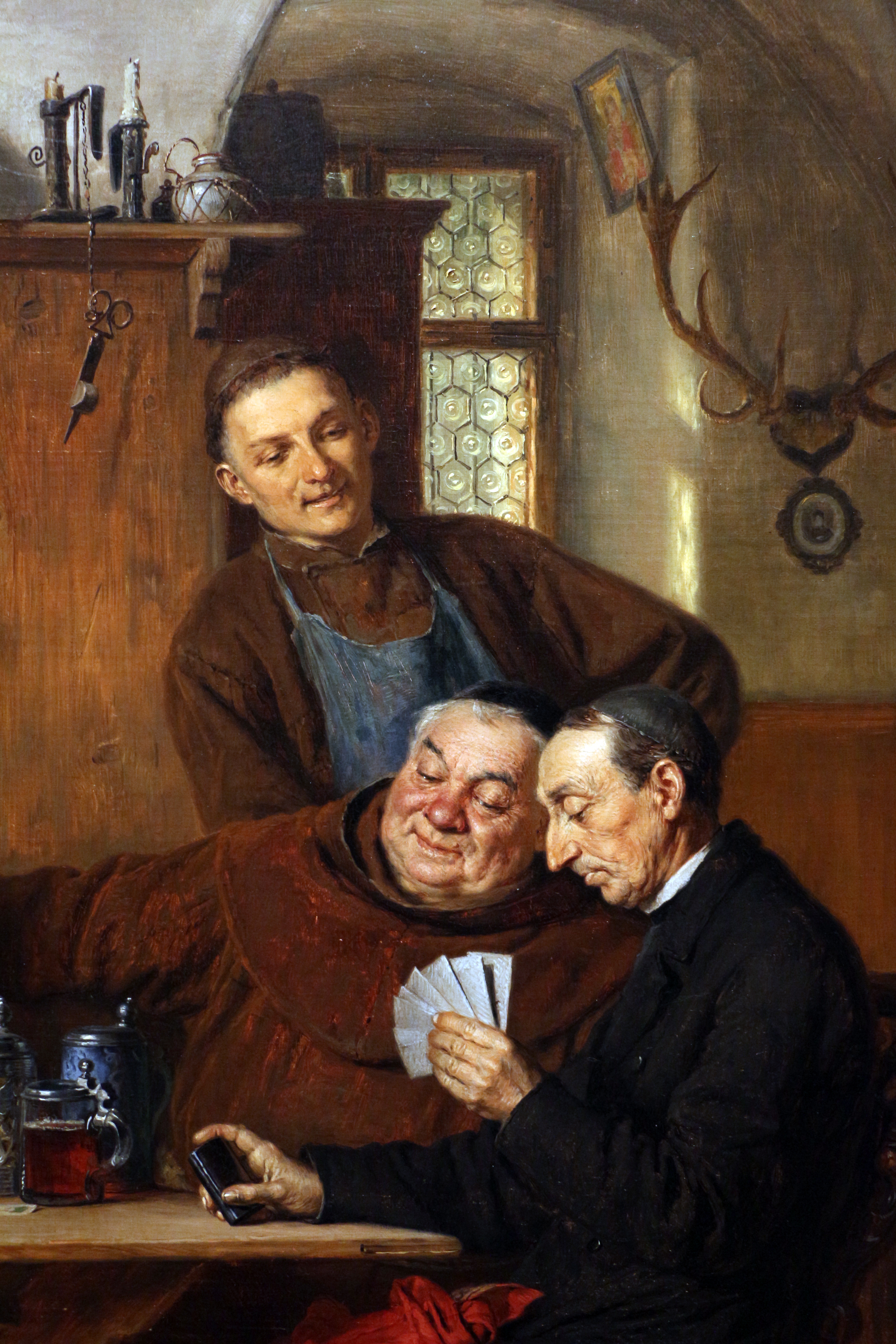
Игроки в карты, 1883 г.
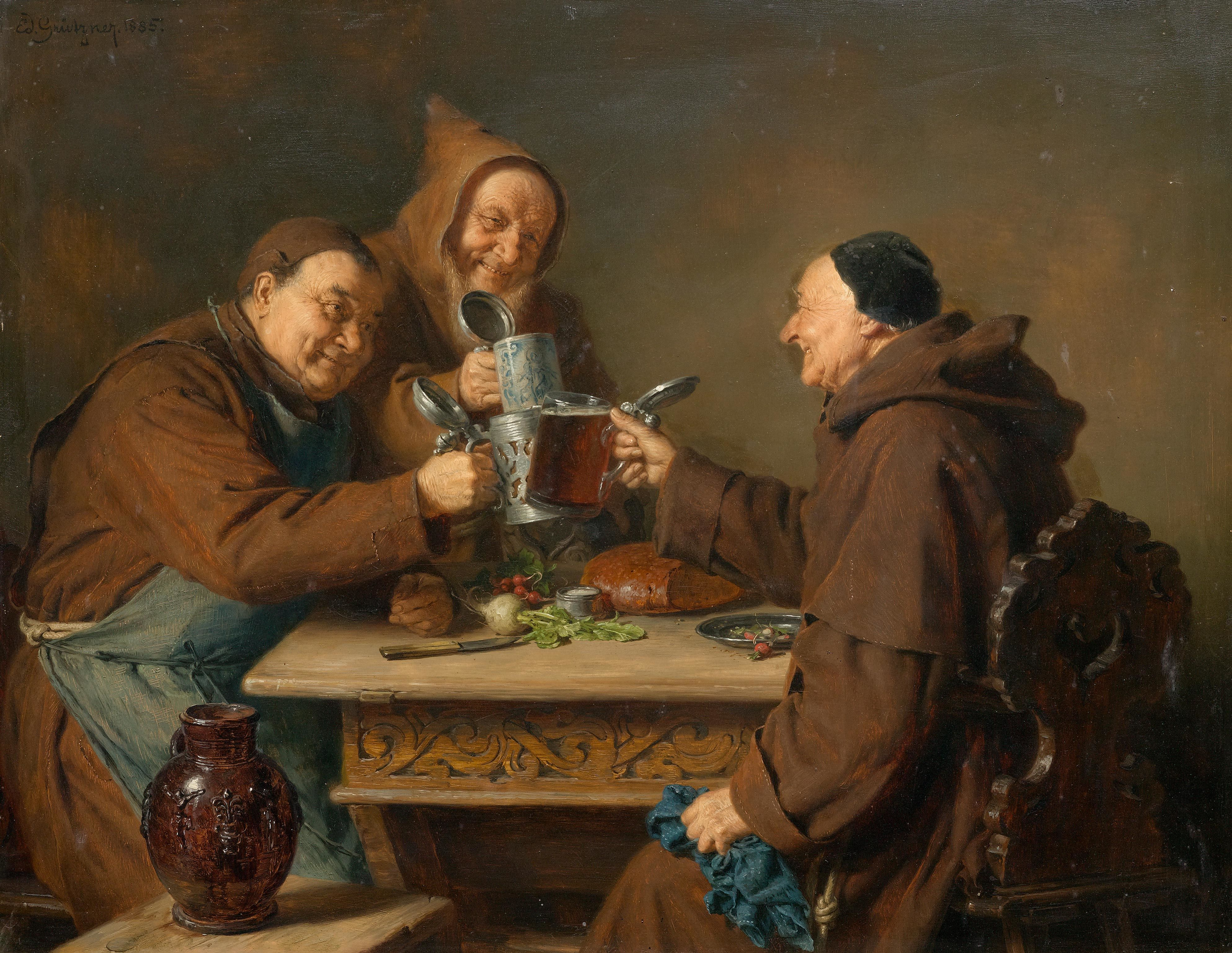
Монашеский завтрак, 1885 г.
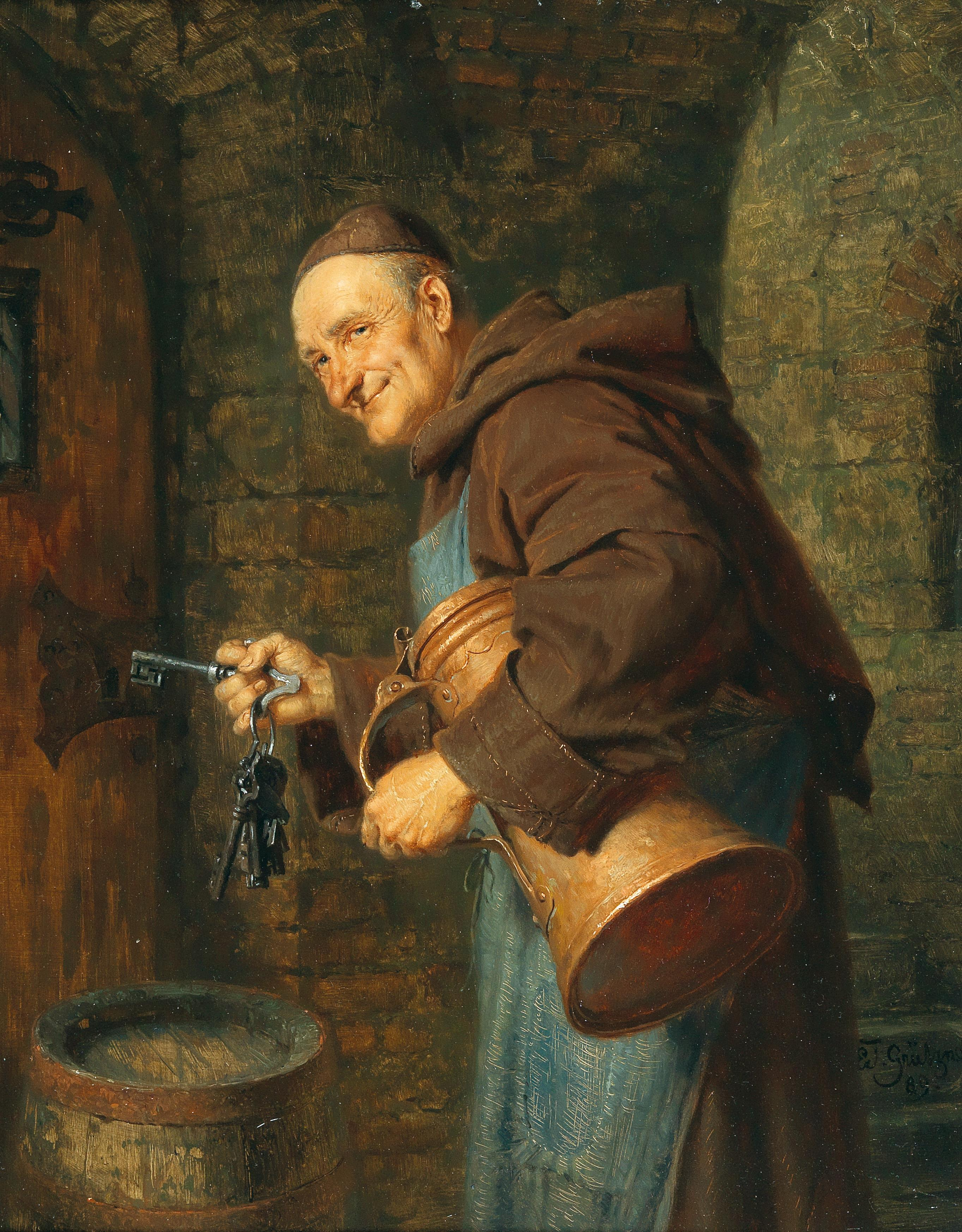
Брат-келарь со связкой ключей, 1889 г.
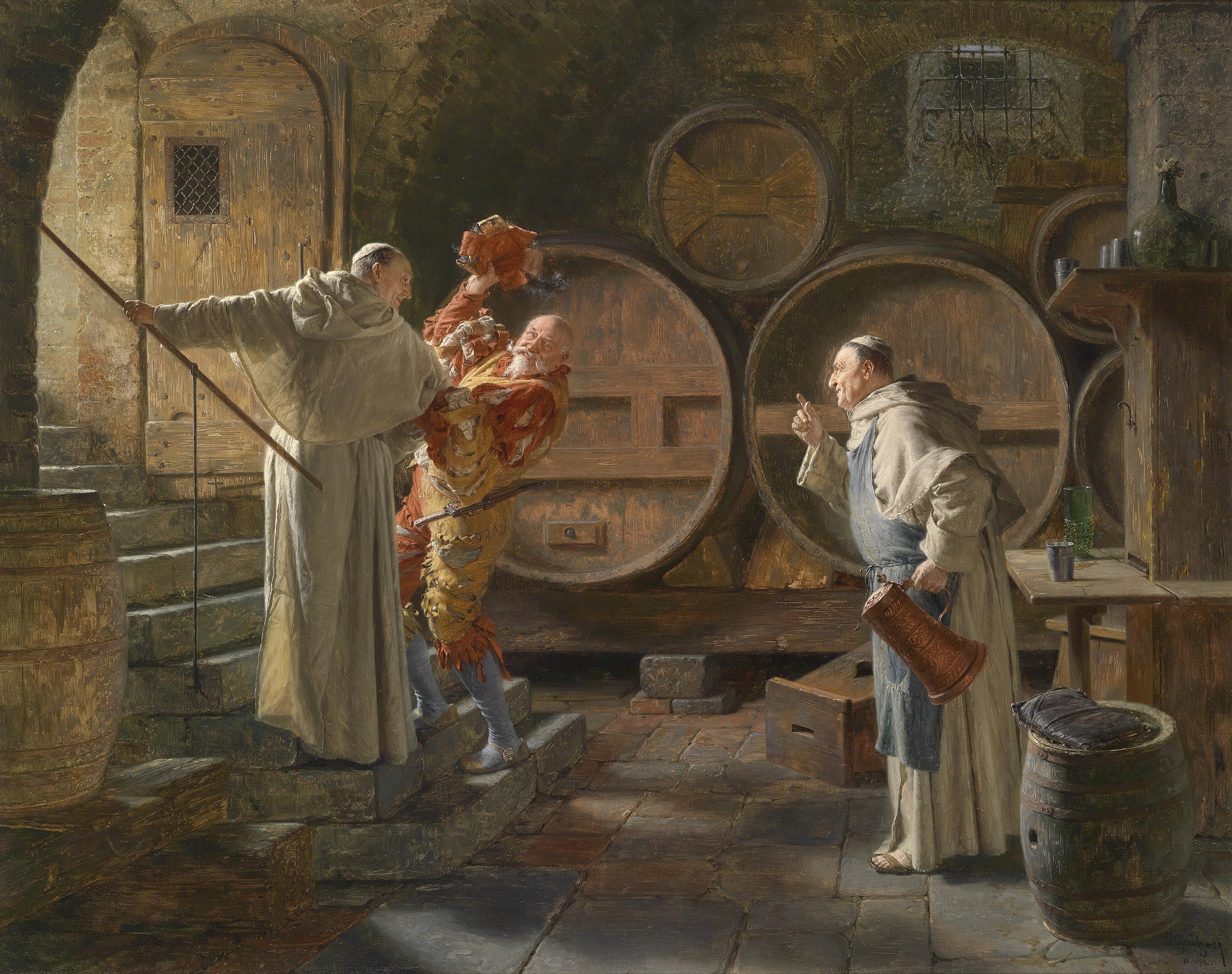
После утомительной службы, 1892 г.
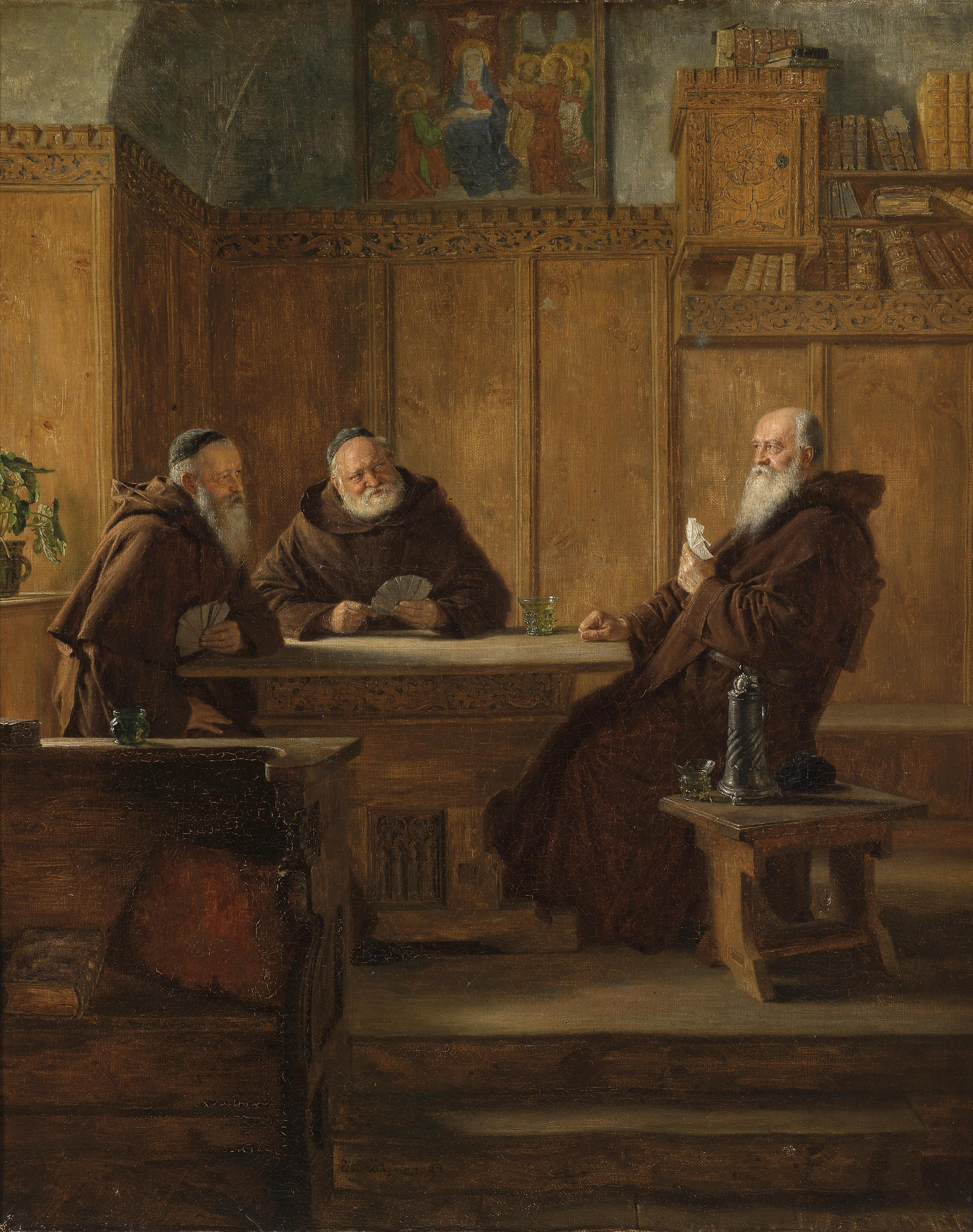
Карточная партия, 1892 г.
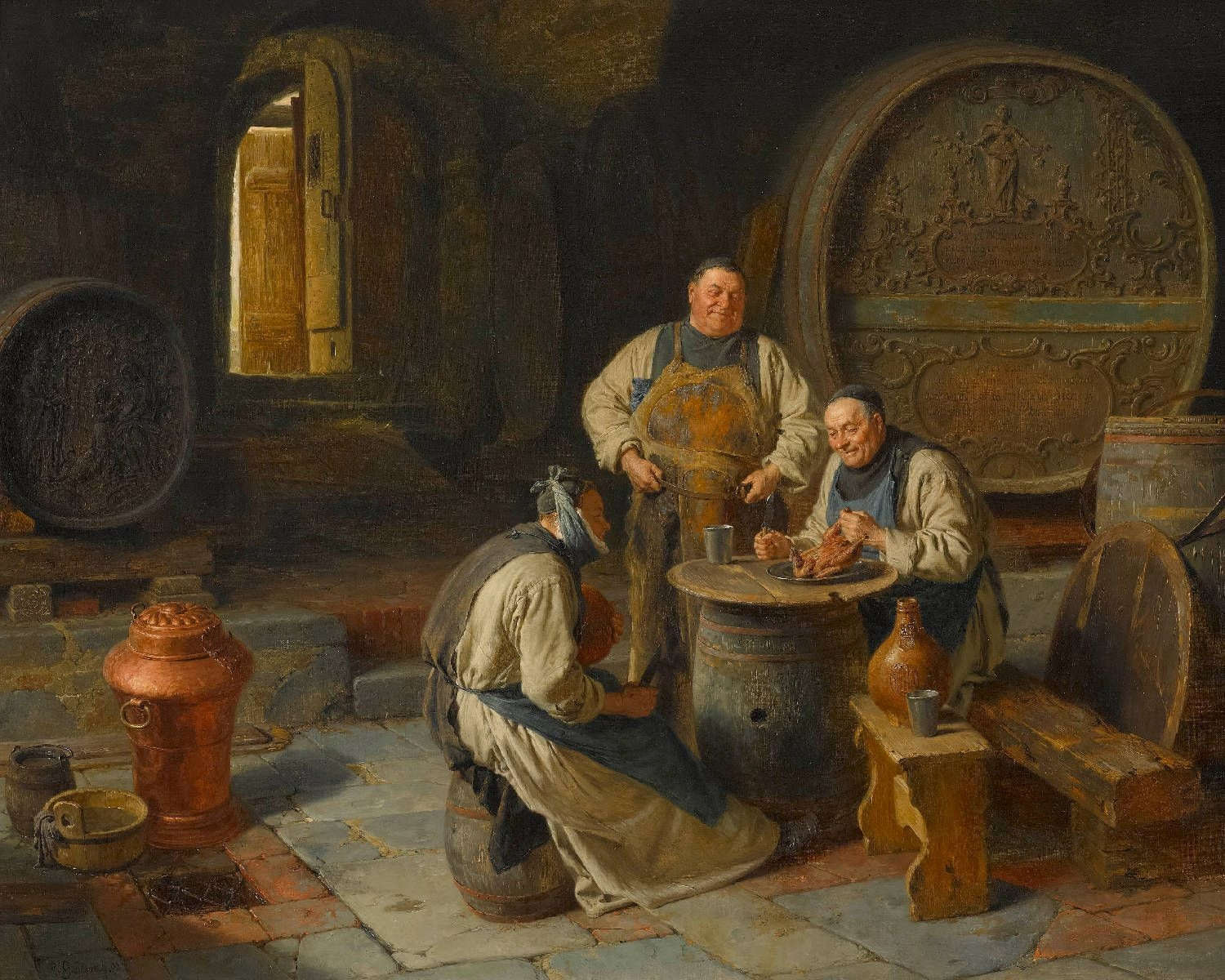
Закуска, 1893 г.
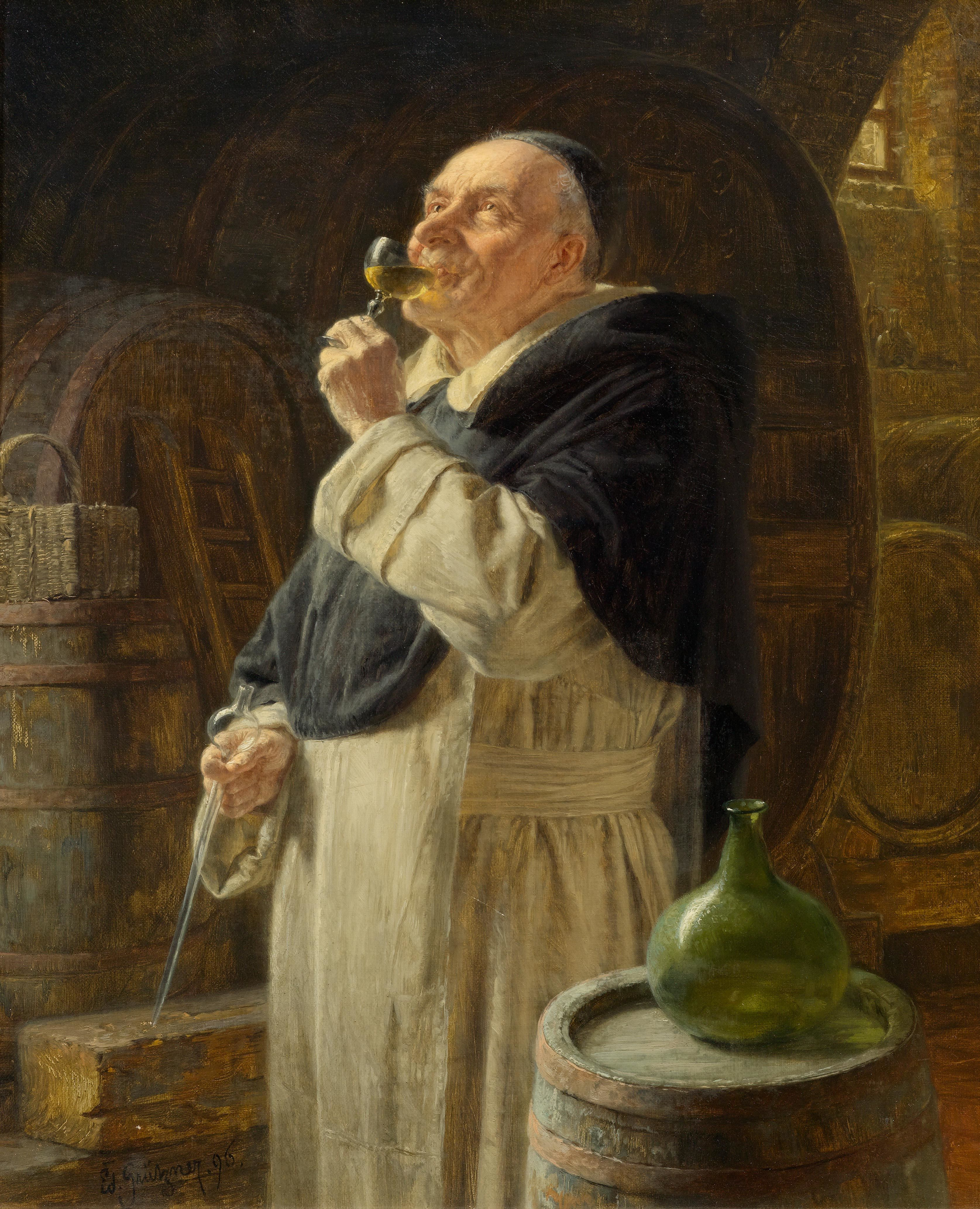
Дегустатор-доминиканец, 1896 г.
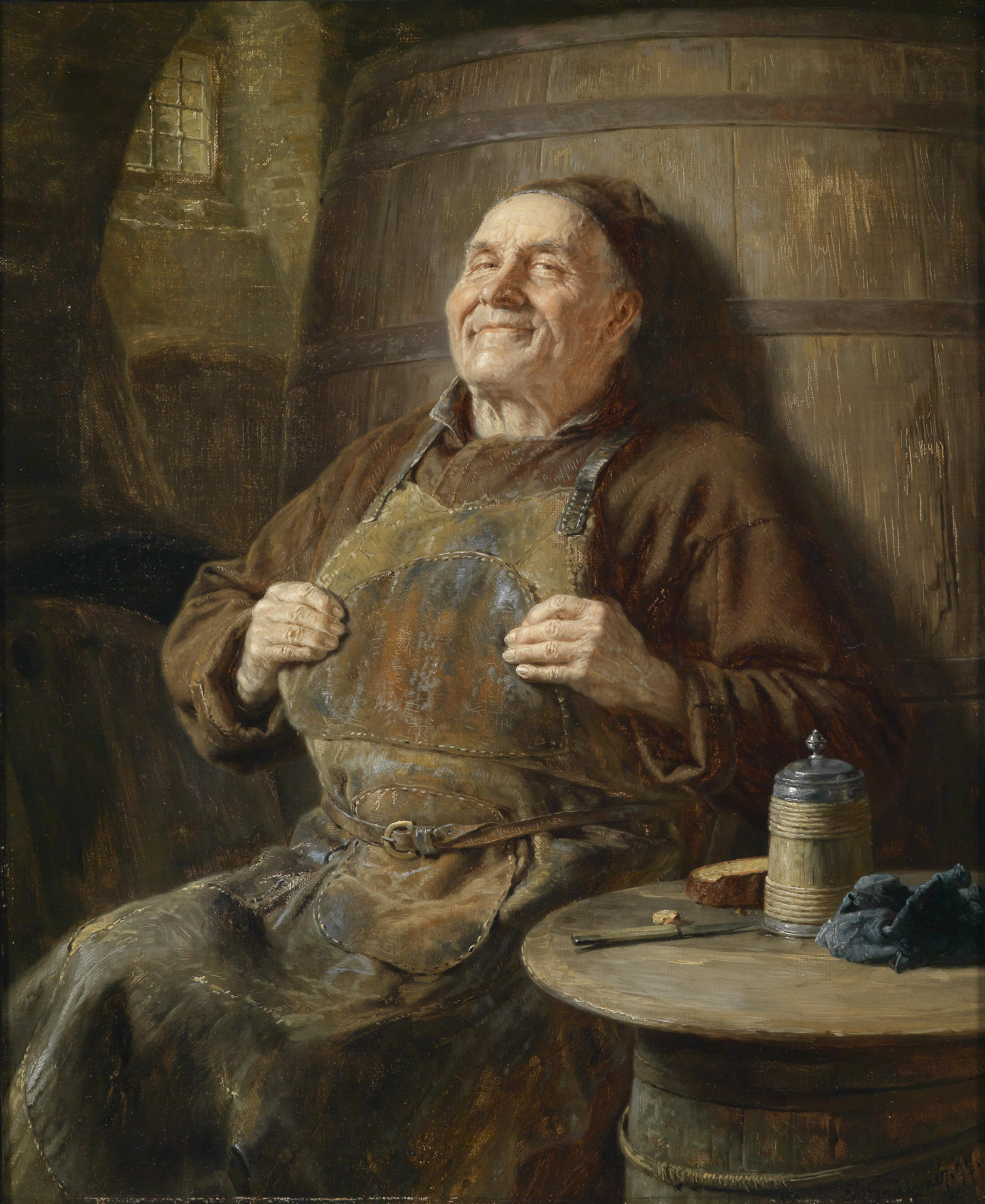
Блаженство, 1897 г.
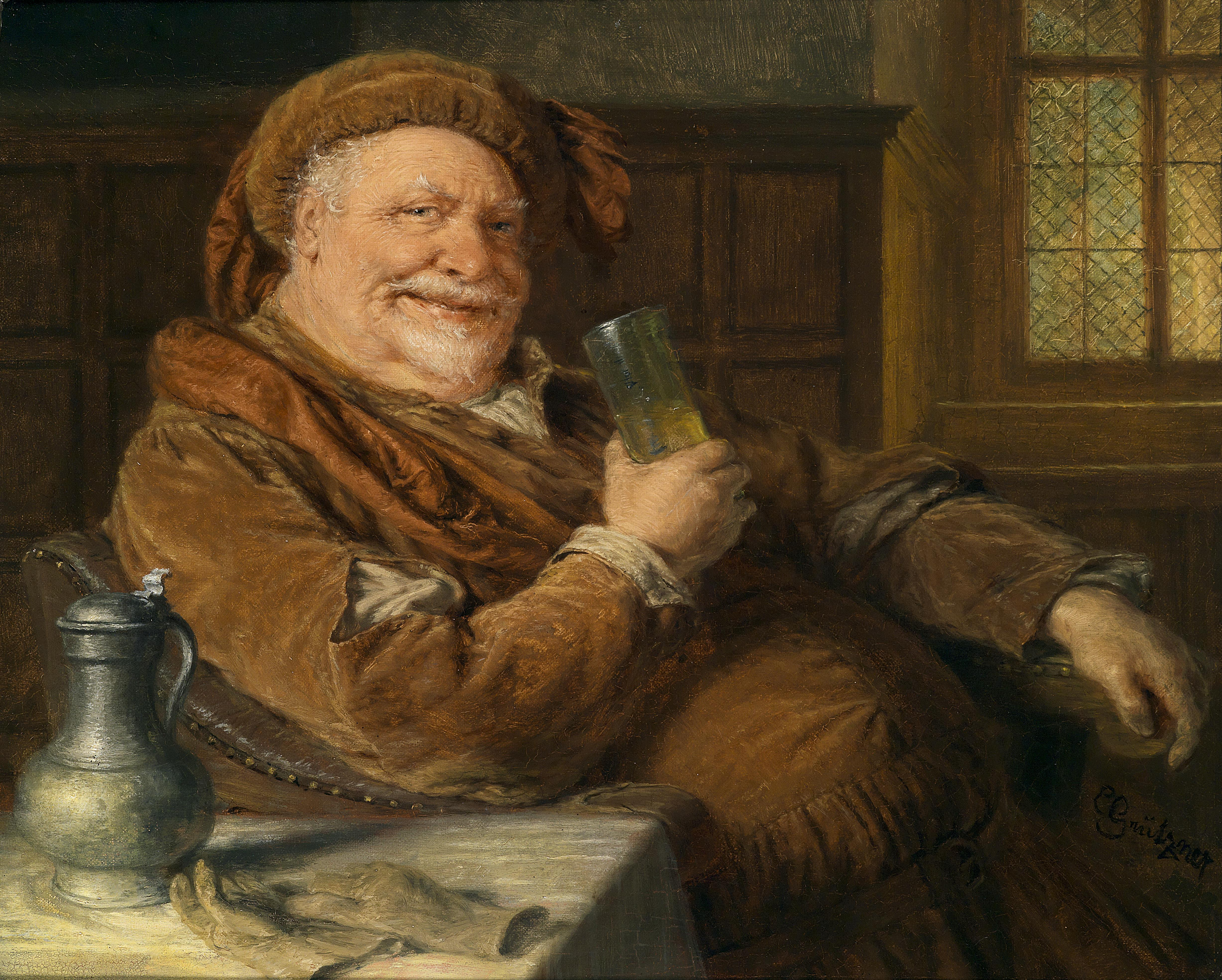
Фальстаф с бокалом и кувшином, около 1900 г.
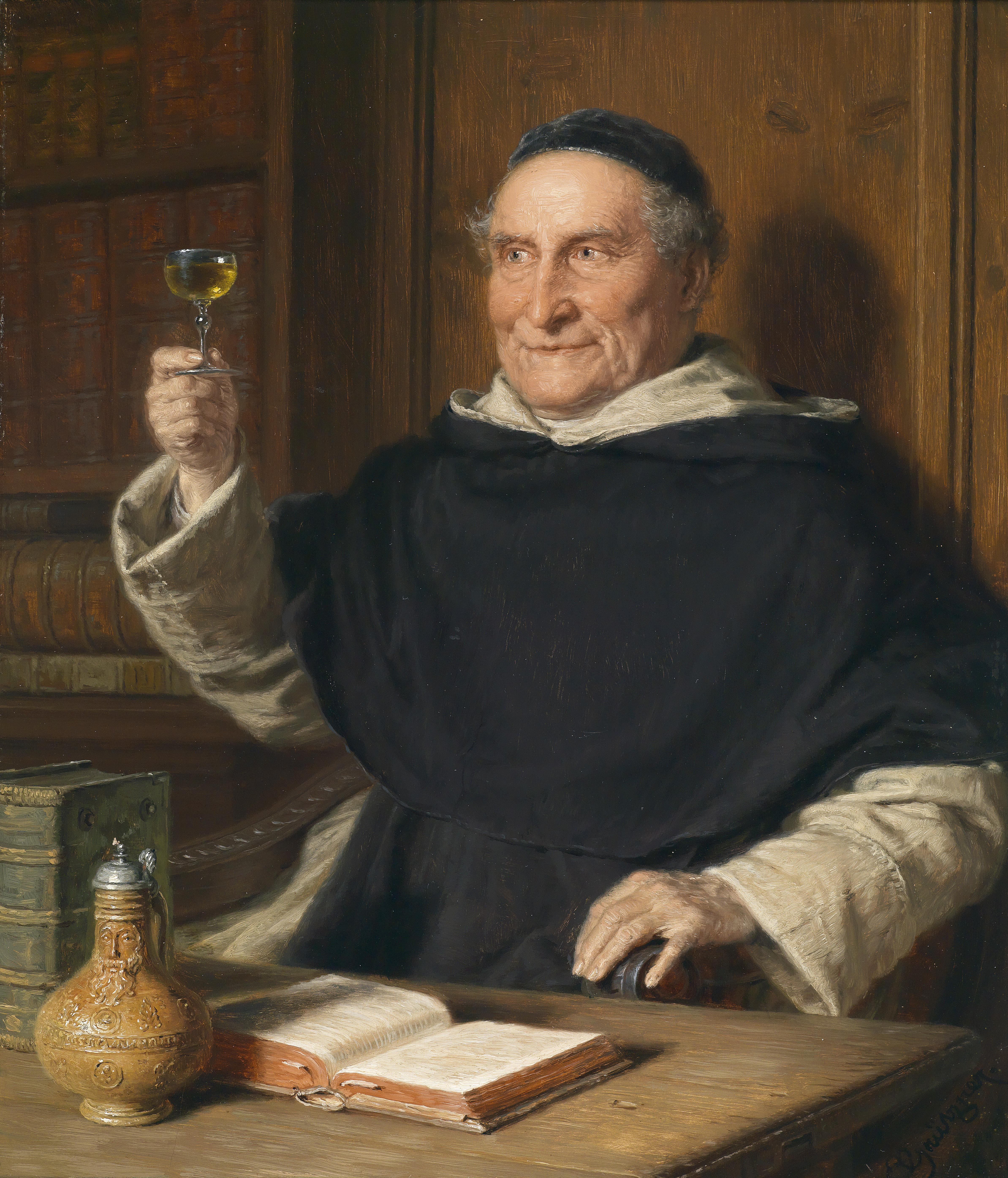
В монастырской библиотеке, около 1900 г.
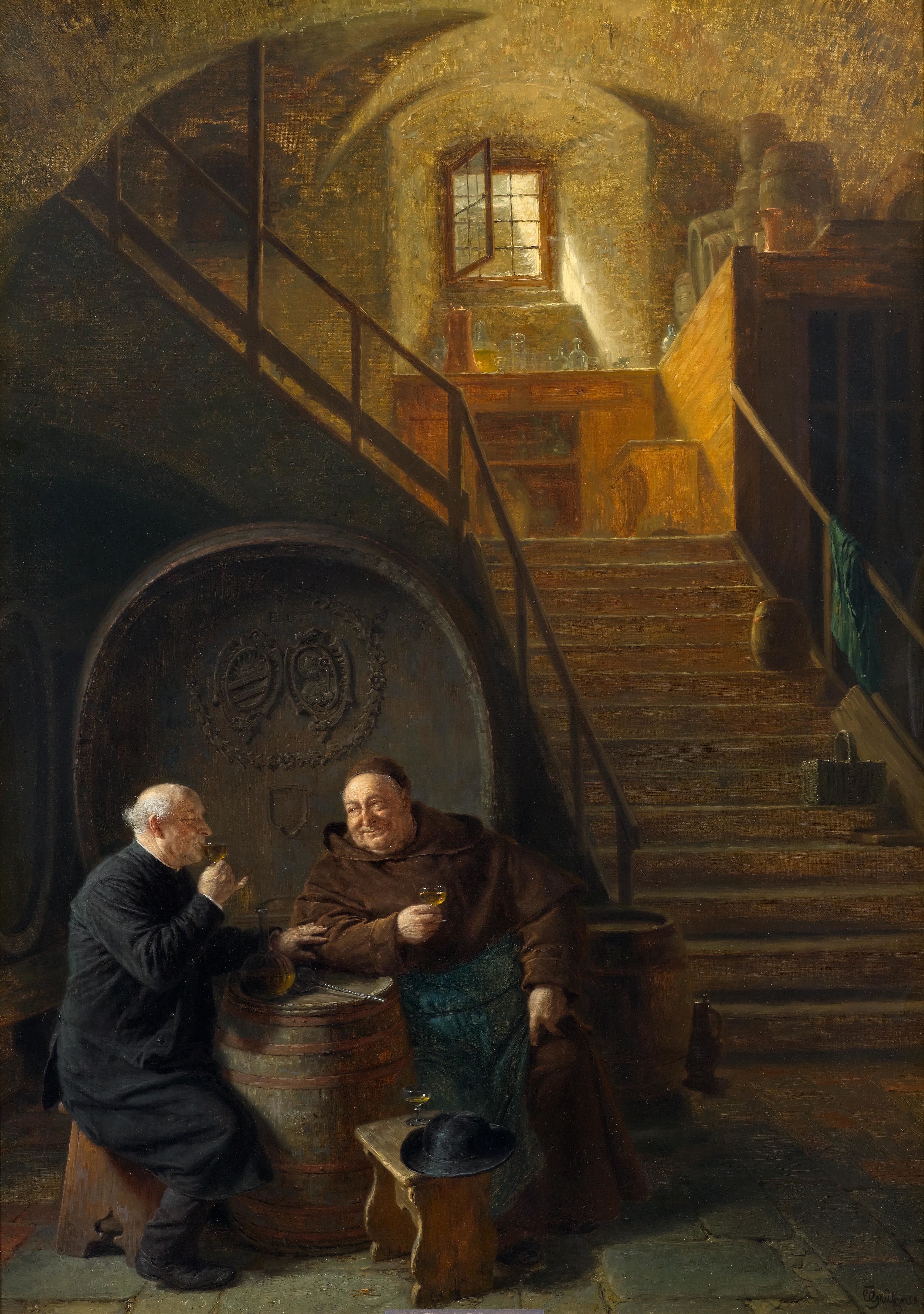
Визит в винный погреб, 1906 г.
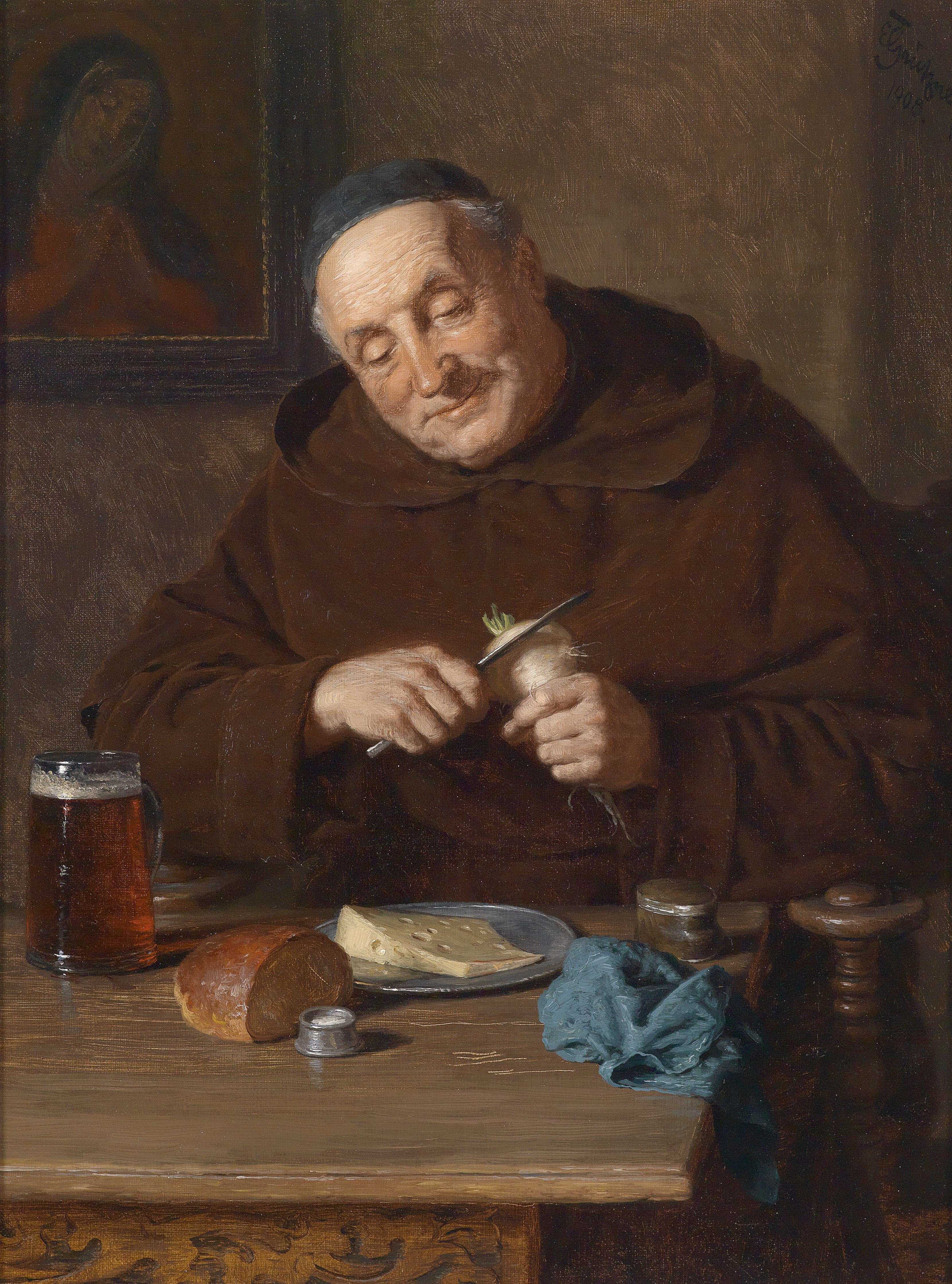
Утренняя трапеза, 1908 г.
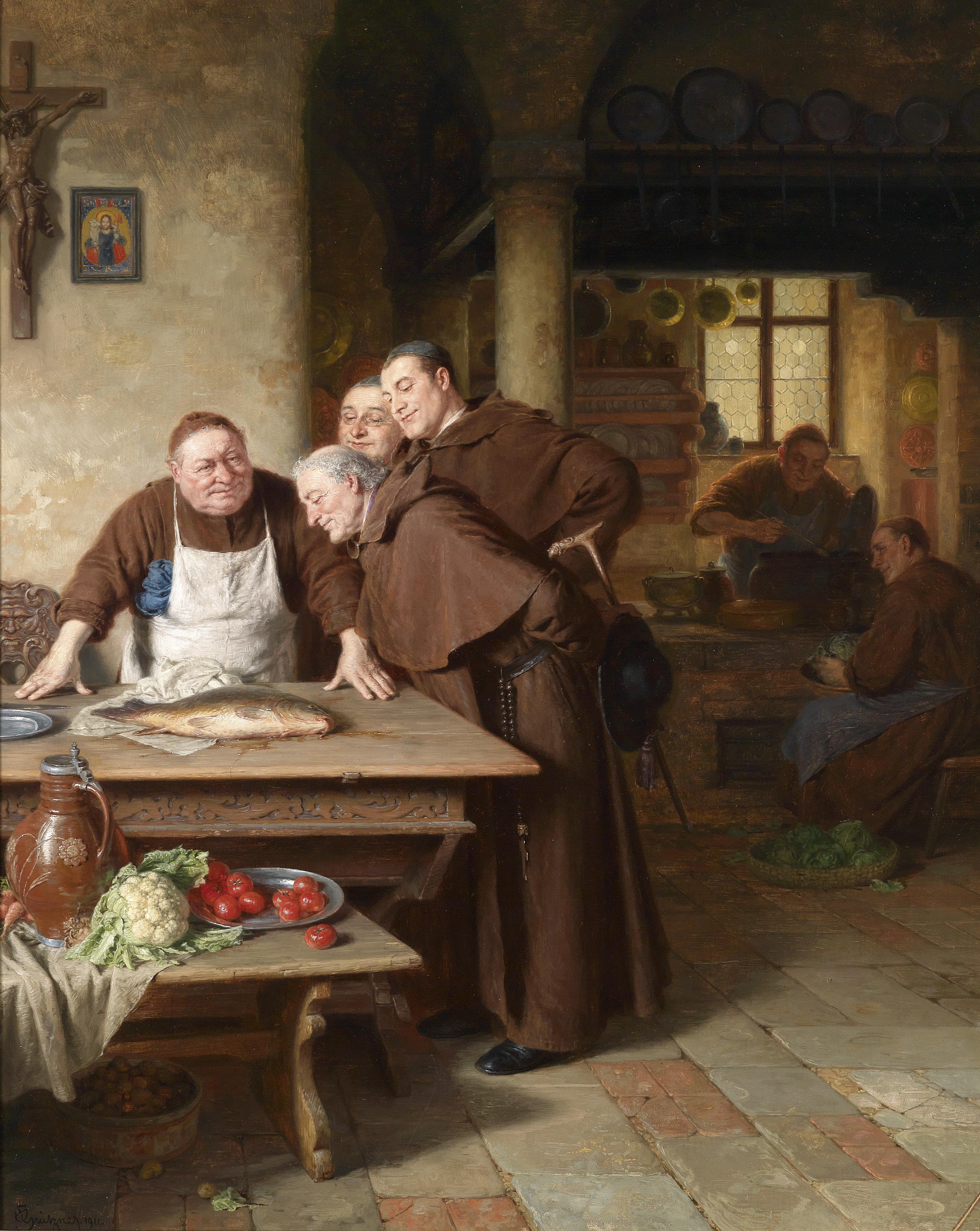
На монастырской кухне, 1911 г.
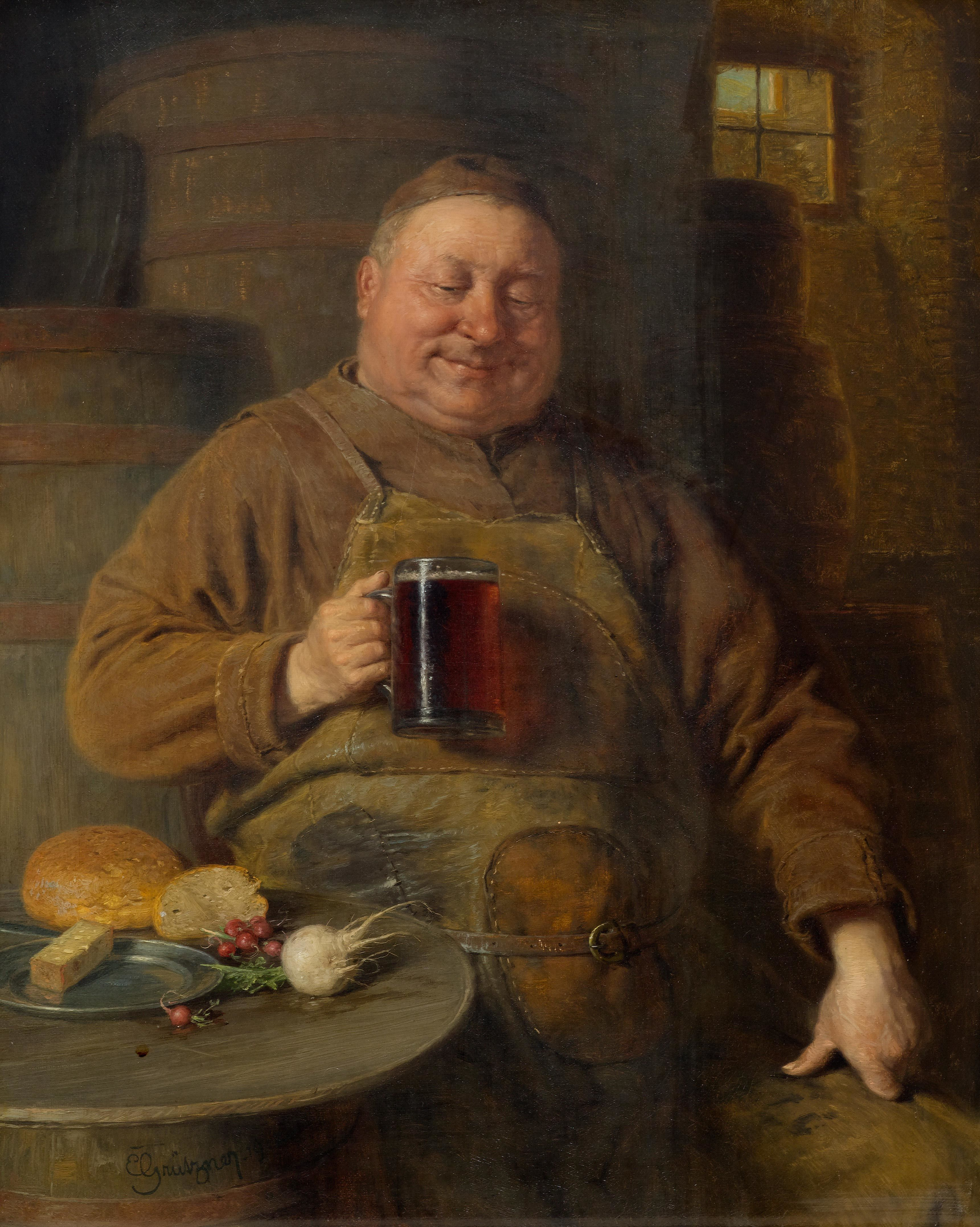
Завтрак брата-эконома, 1912 г.